# Roland Hampe
Roland Hampe (* 2. Dezember 1908 in Heidelberg; † 23. Januar 1981 ebenda) war ein deutscher Klassischer Archäologe.
Der Sohn des Historikers Karl Hampe studierte zunächst an der Universität Kiel Jura. Nach kurzer Zeit wechselte er zu den Fächern Geschichte und Nationalökonomie, die einst auch sein Vater studiert hatte. Über seinen Lehrer Friedrich Wolters kam er in Kontakt zum George-Kreis. Er entschloss sich, Klassische Archäologie in München bei Ernst Buschor zu studieren und wurde bei ihm 1934 mit der Arbeit Frühe griechische Sagenbilder in Böotien promoviert. Laut Folker Reichert, dem Biographen Karl Hampes, war Roland Hampe im August 1933 in die Reiter-SS eingetreten. 1934/1935 erhielt er das Reisestipendium des Deutschen Archäologischen Instituts. Ab 1936 war er Assistent am Deutschen Archäologischen Institut in Athen und nahm 1937 mit Ulf Jantzen an der Grabung in Olympia teil. Ab 1938 war er Assistent bei Reinhard Herbig an der Universität Würzburg. Dort erfolgte 1939 auch seine Habilitation über den Wagenlenker von Delphi.
Während der deutschen Besatzungszeit verblieb Hampe – als Dolmetscher der Wehrmacht im Range eines Oberfähnrichs in Griechenland eingesetzt – im Deutschen Archäologischen Institut Athen zusammen mit den Kunstschutzbeauftragten, dem Historiker Hans von Schoenebeck, dem Archäologen Wilhelm Kraiker und dem historischen Geographen Ernst Kirsten. Dem Deutschen Archäologischen Institut gelang es mit Unterstützung des Kunstschutzes, der dem Oberkommando des Heeres, Generalquartiermeister Eduard Wagner, unterstellt war, und des Auswärtigen Amtes im Herbst 1941, den Sonderstab Reichsleiter Rosenberg aus Griechenland zu vertreiben. Hampe, der der alt- und neugriechischen Sprache mächtig war, nahm August/September 1944 in konspirativer Weise Kontakt zu dem Wehrbeauftragten General Hellmuth Felmy auf, um zur Rettung Athens im Oktober 1944 beizutragen. Hampe überantwortete Ende 1944 den Schlüssel des vollständig erhaltenen Gebäudes des Deutschen Archäologischen Institutes in geordneter Weise an griechische Kollegen und gelangte dann unversehrt nach Deutschland zurück.
Nach dem Krieg erhielt Hampe 1946 als ordentlicher Professor den Lehrstuhl für Klassische Archäologie an der Universität Kiel, konnte aber weder dort noch als gleichzeitiger Direktor der Antikensammlung Kiel Akzente setzen. Von 1948 bis 1957 war Hampe Professor an der Universität Mainz, ab 1957 lehrte er bis zur Emeritierung 1975 am Archäologischen Institut der Universität Heidelberg. Einen Ruf nach München lehnte er ab. 1959 wurde er als ordentliches Mitglied in die Heidelberger Akademie der Wissenschaften aufgenommen. Ab 1979 war er Mitglied der American Philosophical Society. Hampe ist mit weiteren Mitgliedern seiner Familie auf dem Friedhof in Heidelberg-Neuenheim bestattet.
Die griechische Frühzeit stand im Mittelpunkt seiner Forschungen. Er erwarb zahlreiche Stücke für die Antikensammlung der Universität Heidelberg, darunter einige böotische Fibeln. Wirkmächtig sind Hampes 1979 veröffentlichte Übersetzungen von Homers Ilias und Odyssee ins Deutsche. Ihm gelang es erstmals, die beiden altgriechischen Werke detailgetreu (das heißt auch überwiegend ohne Füllwörter), dennoch sachlich und modern in deutsche Hexameter zu übertragen. Bedeutend sind weiterhin seine ethno-archäologischen Beobachtungen zum Töpferhandwerk auf Kreta und in Messenien, die er mit dem Keramiker Adam Winter vor der fortschreitenden Industrialisierung festgehalten hat.

## Schriften
- Frühe griechische Sagenbilder in Böotien. Deutsches Archäologisches Institut, Athen 1936.
- Der Wagenlenker von Delphi. Bruckmann, München 1941.
- Die Stele aus Pharsalos im Louvre (= Winckelmanns-Programm der Archäologischen Gesellschaft zu Berlin. Nummer 107). de Gruyter, Berlin 1951.
- Die Gleichnisse Homers und die Bildkunst seiner Zeit (= Die Gestalt. Heft 22). Niemeyer, Tübingen 1952.
- Die Rettung Athens im Oktober 1944 (= Institut für europäische Geschichte Mainz. Vorträge. Band 5, ISSN 0537-7927). Steiner, Wiesbaden 1955.
- Die Homerische Welt im Lichte der neuesten Ausgrabungen. Winter, Heidelberg 1956.
- mit Erika Simon: Griechisches Leben im Spiegel der Kunst. Philipp von Zabern, Mainz 1959 (Neuausgabe, ebenda 1985, ISBN 3-8053-0839-6).
- mit Erika Simon: Mainz, Universität. Band 1 (= Corpus Vasorum Antiquorum Deutschland. Band 15). C. H. Beck, München 1959.
- Ein frühattischer Grabfund. Verlag des Römisch-Germanischen Zentralmuseums, Mainz 1960.
- mit Adam Winter: Bei Töpfern und Töpferinnen in Kreta, Messenien und Zypern. Verlag des Römisch-Germanischen Zentralmuseums u. a., Mainz u. a. 1962.
- mit Erika Simon: Griechische Sagen in der frühen etruskischen Kunst. Philipp von Zabern, Mainz 1964.
- mit Adam Winter: Bei Töpfern und Zieglern in Süditalien, Sizilien und Griechenland. Verlag des Römisch-Germanischen Zentralmuseums u. a., Mainz u. a. 1965.
- Kult der Winde in Athen und Kreta (= Sitzungsberichte der Heidelberger Akademie der Wissenschaften, Philosophisch-Historische Klasse. Jahrgang 1967, Abhandlung 1). C. Winter Universitätsverlag, Heidelberg 1967.
- mit Hildegund Gropengiesser: Aus der Sammlung des Archäologischen Institutes der Universität Heidelberg (= Werke der Kunst in Heidelberg. Band 2). Springer, Berlin 1967, DOI:10.11588/diglit.26498.
- Kretische Löwenschale des siebten Jahrhunderts v. Chr. (= Sitzungsberichte der Heidelberger Akademie der Wissenschaften, Philosophisch-Historische Klasse. Jahrgang 1969, Abhandlung 2). C. Winter Universitätsverlag, Heidelberg 1969.
- Katalog der Sammlung Antiker Kleinkunst des Archäologischen Instituts der Universität Heidelberg 2: Neuerwerbungen 1957–1970. Philipp von Zabern, Mainz 1971.
- Sperlonga und Vergil (= Schriften zur antiken Mythologie. Band 1). Philipp von Zabern, Mainz 1972.
- mit Erika Simon: Tausend Jahre frühgriechische Kunst [1600–600 v. Chr.]. Hirmer, München 1980, ISBN 3-7774-3130-3.
- Homer, Ilias. Neue Übersetzung, Nachwort und Register von Roland Hampe. Reclam, Stuttgart 1980, ISBN 3-15-000249-4 (diverse Nachdrucke).
- Homer, Odyssee. Übersetzt von Roland Hampe. Reclam, Stuttgart 1982, ISBN 3-15-000280-X (diverse Nachdrucke).
- Antikes und modernes Griechenland (= Kulturgeschichte der antiken Welt. Band 22). Herausgegeben von Erika Simon. Philipp von Zabern, Mainz 1984, ISBN 3-8053-0802-7.
- Homerica. Mit Kommentaren herausgegeben von Erika Simon. Verlag Franz Rutzen, Ruhpolding 2008, ISBN 978-3-938646-31-1.
- Wie es zum Trojanischen Krieg kam. Mit einem Nachwort von Erika Simon. Verlag Franz Rutzen, Ruhpolding/Mainz 2015, ISBN 978-3-447-10420-3.